# Sparkasse KölnBonn
Die Sparkasse KölnBonn ist eine öffentlich-rechtliche Sparkasse mit Sitz in Köln. Sie ist zweitgrößte kommunale Sparkasse in Deutschland und die drittgrößte nach der Hamburger Sparkasse und der Kreissparkasse Köln. Das Geschäftsgebiet konzentriert sich grundsätzlich auf die Städte Köln und Bonn.

## Geschichte
Die Geschichte der ursprünglich selbständigen Kölner und Bonner Sparkassen wird getrennt dargestellt.

### Sparkasse der Stadt Köln
Die Stadtsparkasse Köln ist aus dem Leihhaus der Armenverwaltung des Kölner Minoritenklosters hervorgegangen. Am 1. Januar 1826 wird sie als „Sparkasse zu Köln“ aus der Armenverwaltung herausgelöst und zur selbstständigen Anstalt. Am Ende des ersten Geschäftsjahres gab es 87 Sparer mit 4.800 Mark Einlagen. Sie war damals ein „moralisches Institut“, eine Einrichtung vorbeugender Sozial- und Armenpolitik der städtischen Armenverwaltung und sollte die „kleinen Leute“ vor Zinswucher schützen, sie zu Ersparnissen anreizen und den Willen zur Selbsthilfe und Vorsorge fördern. Zusammen mit der Armenverwaltung zog die Sparkasse 1831 in das Gebäude An der Rechtschule 1. Der Ausbau des Kreditgeschäfts begann 1845, die Sparkasse wurde ein dem Mittelstand zugewandtes Kreditinstitut. 1846 zieht sie in den Neubau der Armenverwaltung in der Cäcilienstraße 1a. Erst am 17. Oktober 1859 beschloss der Rat der Stadt Köln die Trennung von Leihhaus und Sparkasse. Im Jahr 1888 zog das Institut in neue Arbeitsräume im Spanischen Bau des Rathauses mit modernen Tresor- und elektrischen Sicherheitsanlagen um. Im Januar 1891 erfolgte die rechtliche Trennung aus der Armenverwaltung, die Stadtsparkasse wurde selbständige Anstalt mit der Stadt Köln als alleinigem Gewährträger. Seit dem 1. April 1892 führt sie erste Zweigstellen in Deutz, Ehrenfeld und Nippes in Verbindung mit städtischen Zahl- und Steuerstellen. Seit dem 21. November 1899 ist die Stadtsparkasse zur Annahme von Mündelgeldern ermächtigt. Am 30. März 1907 wird während der Wirtschaftskrise bei der Stadtsparkasse der bargeldlose Gehaltszahlungsverkehr eingeführt, seit dem 20. April 1907 nutzt sie das Reichsbankgirokonto der Stadtkasse Köln. Bei der Stadt Köln wird ab 1. Oktober 1908 die Gehaltsüberweisung von der Sparkasse eingeführt. Am 1. April 1910 wurde die Stadt Kalk zu Köln eingemeindet. Die Sparkasse Kalk wurde deshalb übernommen und als Zweigstelle des Kölner Instituts weitergeführt.
Ab Februar 1911 übernahm die Stadtsparkasse Köln die Funktion der Girozentrale für die Rheinprovinz, die im Juni 1914 auf die Landesbank der Rheinprovinz übertragen wurde. Am 3. Februar 1911 führte sie das Scheck- und Girogeschäft unter Einbeziehung des Kontokorrentkredits ein. Das entsprach in besonderer Weise den Bedürfnissen der mittelständischen Wirtschaft und der freien Berufe; zum Jahresende 1911 bestanden bereits 674 Konten mit 1,4 Millionen Mark Einlagen. Am 3. April 1913 feierte die Hauptstelle im Neubau des Stadthauses an der Großen Sandkaul Einweihung. Die Sparkasse war hier baulich von den Räumen der Stadtverwaltung getrennt und erhielt einen eigenen Eingang. Im Jahre 1913 war die Stadtsparkasse Köln drittgrößte Sparkasse nach Berlin und Hamburg. Wegen der Eingemeindung der Stadt Mülheim am Rhein erfolgte am 18. Juni 1914 die Übernahme der Sparkasse Mülheim. Am 15. Juli 1923 erhielt die Stadtsparkasse die Zulassung zur Kölner Börse – die erste Börsenzulassung einer deutschen Sparkasse –, am 15. November 1923 wird erstmals die Rentenmark ausgegeben. Die Stadtsparkasse übernahm in den Jahren 1935 bis 1940 insgesamt 15 Wohn- oder Geschäftshäuser aus jüdischem Besitz, die sie – abgesehen von einer Ausnahme – ausschließlich in Zwangsversteigerungsverfahren erwarb. Zum Ende des Zweiten Weltkrieges ist am 2. März 1945 die Hauptstelle der Stadtsparkasse an der Großen Sandkaul und am Malzbüchel vollständig zerstört, sie wird am 4. April 1945 im Hause des Landratsamtes auf der St. Apernstraße 21 eingerichtet. Ab dem 15. Juni 1945 erlaubte die Militärregierung Ein- und Auszahlungen bis zu 100 Reichsmark, höchstens jedoch 500 Reichsmark je Konto und Monat. Im Jahre 1947 zog die Stadtsparkasse aus den Räumen der Kreisverwaltung in das gemietete Hochpfortenhaus in der Hohe Pforte 9–11. Nach der Grundsteinlegung am 6. März 1952 für das neue eigene Hauptstellengebäude am Habsburgerring 2-12 erfolgte am 25. November 1953 die Eröffnung des von Theodor Kelter geplanten Baus. Im Jahre 1955 werden Reiseschecks eingeführt, zudem beginnt das „Schulsparen“ mit Los-Gutscheinen für kleine Gewinne. Am 30. September 1957 eröffnete die Stadtsparkasse den deutschlandweit ersten Autoschalter, im Jahre 1959 stellte sie mit der „Zweigstelle 55“ die erste fahrbare Zweigstelle in Nordrhein-Westfalen in Dienst und verfügte damit über insgesamt 52 Zweigstellen. Der erste Geldautomat für Auszahlungen bis zu 500 DM wird 1969 an der Hauptstelle installiert. Seit Juni 1971 befanden sich eine Million Sparkassenbücher im Umlauf. Durch die Gebietsreform vom Januar 1975 erhielt die Stadtsparkasse von der Kreissparkasse Köln 26 Zweigstellen; das zugrunde liegende „Köln-Gesetz“ brachte die Auflösung der ehemaligen Landkreise Köln und Bergheim mit sich, die im Erftkreis aufgingen. Die Übertragung der nunmehr außerhalb des Gewährträgergebiets der Kreissparkasse liegenden Filialen wurde zum 30. Juni 1983 durch die Sparkassenaufsicht angeordnet. Beim Neubau der Hauptstelle durch die Architekten Hentrich, Petschnigg & Partner in der benachbarten Hahnenstraße 57 bildet seit 1992 eine Rotunde die zentrale und repräsentative Eingangs- und Verteilerhalle, davor erstreckt sich zur Hahnenstraße ein gegenüber dem Straßenniveau abgesenkter Vorplatz.

### Sparkasse Bonn
Am 14. Oktober 1844 wurde in Bonn die Städtische Sparkasse zu Bonn zusammen mit dem städtischen Leihhaus im heutigen Alten Rathaus eingerichtet. Am 25. November 1895 wurde die Kreissparkasse Bonn eröffnet. Nachdem die Geschäftsräume der Städtischen Sparkasse zu klein geworden waren, zog sie im August 1913 in einen Neubau am Friedrichsplatz, dem heutigen Friedensplatz, um. Sie eröffnete 1928 ihre ersten Zweigstellen in Kessenich, Endenich und Poppelsdorf.
Nach dem Ersten Weltkrieg entschloss sich die Stadt Bad Godesberg zur Gründung einer eigenen Sparkasse. Die Stadtsparkasse Bad Godesberg begann am 1. März 1920 mit ihrer Geschäftstätigkeit in einer ehemaligen Villa an der Rheinallee 1. Die Kreissparkasse Bonn erhielt im Jahr 1923 in einem Neubau am Bonner Hansaeck erneut größere Räumlichkeiten.
Mit Wirkung vom 1. Januar 1971 schlossen sich die Städtische Sparkasse Bonn, die Kreissparkasse Bonn und die Stadtsparkasse Bad Godesberg im Zuge der Kommunalreform zur Sparkasse Bonn zusammen. 1982 wurden die ersten beiden Geldautomaten in Bonn installiert; 1985 wurden die ersten Personal Computer bei der Sparkasse Bonn eingesetzt.

### Sparkasse KölnBonn

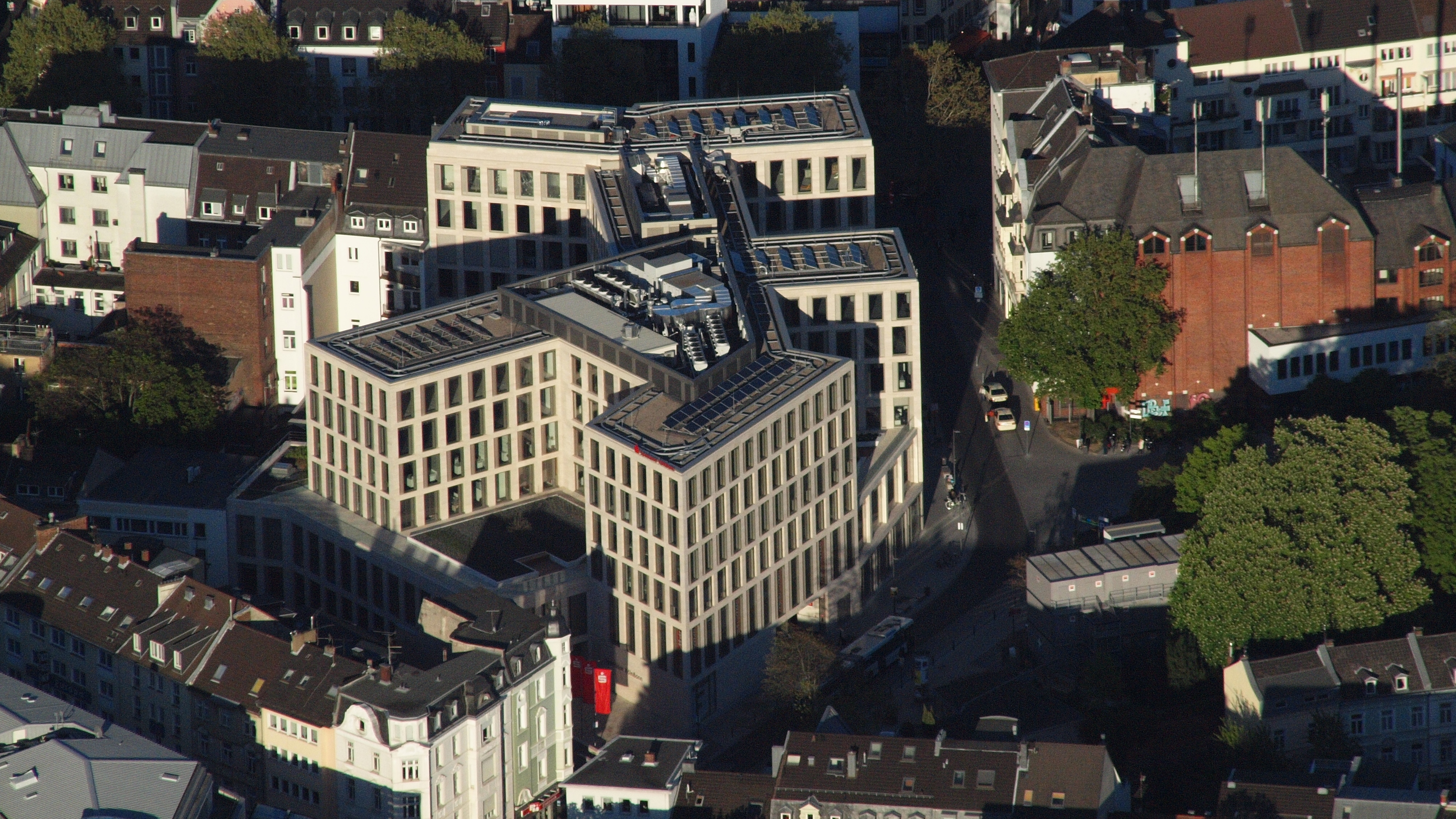
Neubau der Sparkasse in Bonn, Friedensplatz (2014)

Die Sparkasse KölnBonn entstand am 1. Januar 2005 durch die Fusion der Stadtsparkasse Köln mit der Sparkasse Bonn. Die rechtliche Fusion wurde mit der Zusammenführung der Kunden- und Produktdaten der beiden Vorgängerinstitute am 5. Juni 2006 technisch abgeschlossen. Seither führt die Sparkasse KölnBonn einheitlich die Bankleitzahl 370 501 98 – die Bankleitzahl 380 500 00 „Sparkasse Bonn -alt-“ (BIC: COLSDE33BON) besteht nur noch für frühere Bonner Bestandskunden.
Im Februar 2009 entschied sich die Sparkasse KölnBonn für einen kompletten Neubau ihrer Verwaltung mit Geschäftsstelle in Bonn, an der Stelle der bisherigen Niederlassung Bonn. Der Altbau wurde ab März 2010 geräumt und der Abriss im August 2010 begonnen. Von Februar 2012 bis Anfang 2014 entstand ein Neubau, der nicht nur von der Sparkasse genutzt wird. Die erste Abteilung der Sparkasse, die in den neuen Friedensplatz einzog, war das ImmobilienCenter.

## Rechtsgrundlagen

### Gesetzliche Grundlagen und Geschäftsausrichtung
Als Kreditinstitut unterliegt die Sparkasse KölnBonn dem Kreditwesengesetz (KWG), außerdem hat sie als Sparkasse die Bestimmungen des Sparkassengesetzes Nordrhein-Westfalen (SpkG NRW) zu erfüllen. Maßgebend sind auch die Satzung des Zweckverbands und die Sparkassensatzung. Die Sparkasse KölnBonn besitzt eine Vollbanklizenz der Bundesanstalt für Finanzdienstleistungsaufsicht (BaFin) unter der Nummer 100872 und darf daher sämtliche Bankgeschäfte mit allen Kundengruppen betreiben. Während die vorgenannten Vorschriften die Geschäftstätigkeit der Sparkassen allgemein regeln, wird das Rechtsverhältnis der Sparkassen zu ihren Kunden durch die Allgemeinen Geschäftsbedingungen der Kreditinstitute geregelt, konkret bei der Sparkasse KölnBonn durch deren AGB.
Die Sparkasse KölnBonn betreibt als Sparkasse das Universalbankgeschäft. In den klassischen Sparkassensegmenten Spargeschäft, Girogeschäft und Kreditgeschäft ist die Sparkasse KölnBonn in Köln und Bonn Marktführer. Im Verbundgeschäft arbeitet die Sparkasse KölnBonn unter anderem mit der Landesbausparkasse West, der Landesbank Hessen-Thüringen und der Versicherungsgesellschaft Provinzial Rheinland zusammen.

### Organe
Organe der Sparkasse KölnBonn sind:
- Verwaltungsrat: nach § 4 der Satzung besteht der Verwaltungsrat aus dem Vorsitzenden und weiteren 17 Mitgliedern. Nach § 15 SpkG NRW bestimmt er die Richtlinien der Geschäftspolitik, bestellt und beruft Vorstandsmitglieder ab, stellt den Jahresabschluss fest und nimmt weitere Aufgaben wahr.
- Vorstand: Er besteht nach § 5 der Satzung aus bis zu fünf Mitgliedern sowie bis zu drei stellvertretenden Mitgliedern. Der Vorstand der Sparkasse KölnBonn leitet die Sparkasse in eigener Verantwortung und vertritt die Sparkasse gerichtlich und außergerichtlich (§ 20 SpkG NRW).

### Geschäftsgebiet und Regionalprinzip

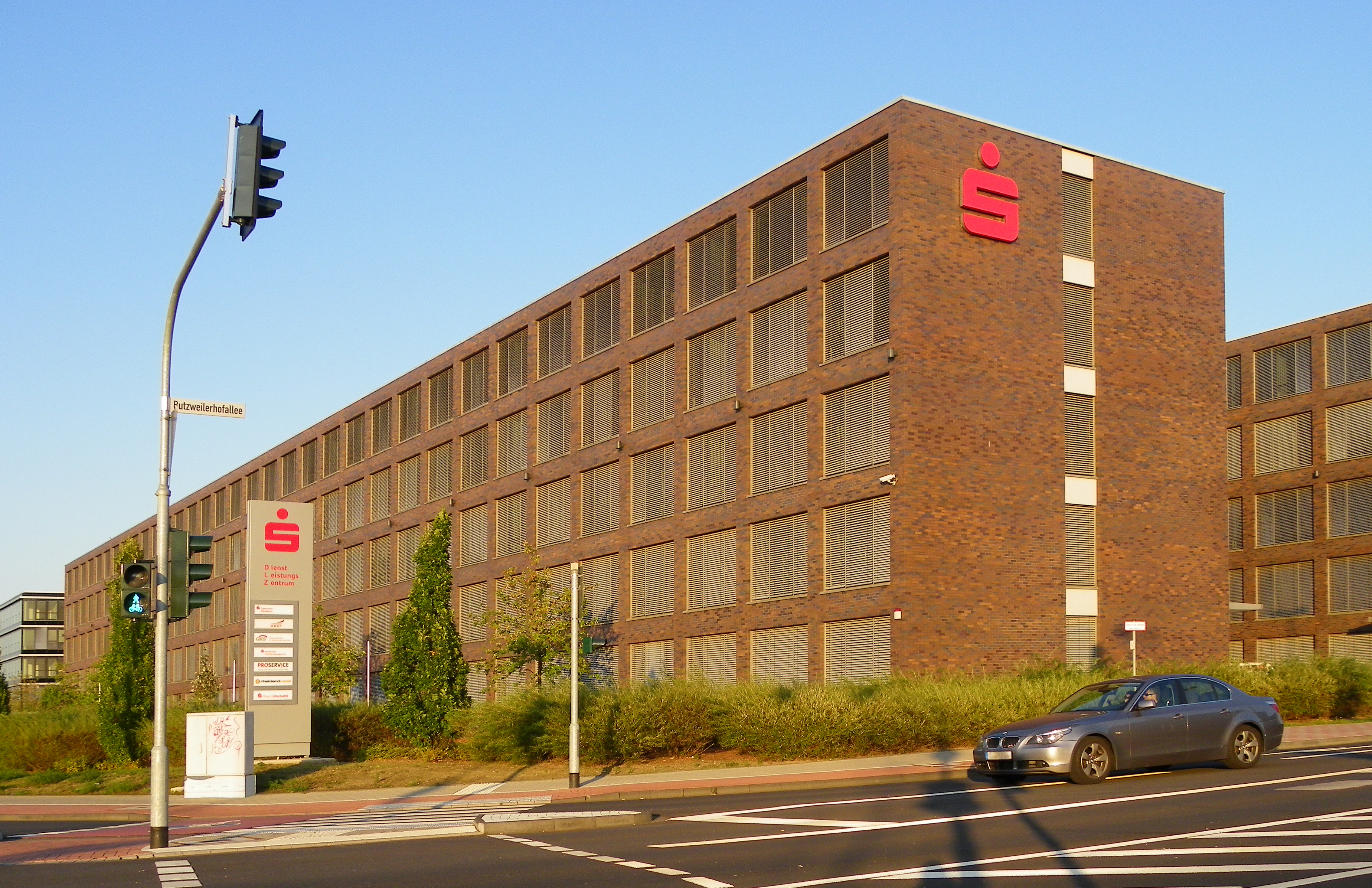
Dienstleistungszentrum in Köln, Adolf-Grimme-Allee 4

Das Geschäftsgebiet der Sparkasse KölnBonn umfasst nach § 7 der Satzung grundsätzlich das Gebiet des Zweckverbands. Es umfasst die Stadtgebiete von Köln und Bonn sowie
- im Falle der Vergabe von Realkrediten, gesicherten Personalkrediten und Beteiligungen auch die ehemalige Rheinprovinz, das sind heute die Regierungsbezirke Köln und Düsseldorf in Nordrhein-Westfalen sowie die ehemaligen Regierungsbezirke Koblenz und Trier in Rheinland-Pfalz,
- im Falle von Schiffskrediten auch den Regierungsbezirk Köln und den Landkreis Ahrweiler,
- im Falle von ungesicherten Personalkrediten auch das Gebiet des Rhein-Sieg-Kreises sowie dort angrenzende Kreise und die Gebiete der Amtsgerichtsbezirke Köln, Neuss, Leverkusen, Bergisch Gladbach und Brühl einschließlich der Gemeinden Langenfeld, Frechen und Pulheim.

### Einlagensicherung
Durch den Wegfall der Gewährträgerhaftung durch die Brüsseler Konkordanz vom Juli 2001 entfiel für die Gläubiger aller deutschen Sparkassen die subsidiäre und unbegrenzte Haftung der jeweiligen kommunalen Träger. Die Sparkasse KölnBonn unterliegt nunmehr – wie alle Sparkassen und Landesbanken – im Rahmen der S-Finanzgruppe einem Einlagensicherungsfonds, der wie bei den vergleichbaren Sicherungseinrichtungen der privaten Bankwirtschaft oder des Genossenschaftssektors die Funktion übernimmt, in eine finanzielle Krise geratene Kreditinstitute im Stützungsfalle vor Insolvenz zu schützen. Die S-Finanzgruppe stellt sicher, dass die Einlagen aller Kunden, auch der gewerblichen, bei der Sparkasse KölnBonn ohne betragliche Begrenzung zu 100 % sicher sind.

### Träger
Die Sparkasse KölnBonn ist eine Anstalt des öffentlichen Rechts. Träger der Sparkasse KölnBonn ist der mit Wirkung vom 1. Januar 2005 zustande gekommene Zweckverband Sparkasse KölnBonn, einem öffentlich-rechtlichen Vertrag zwischen der Stadt Köln und der Stadt Bonn vom 28. Juni 2004, an dem die Städte Köln mit 70 % und Bonn mit 30 % beteiligt sind.

## Geschäftsausrichtung in früheren Jahren
Ihr Ziel unter dem ehemaligen Vorstandsvorsitzenden Gustav Adolf Schröder, sich insbesondere in der in Köln etablierenden Medienbranche im Investment Banking zu betätigen, hat sich als besonders risikobehaftet herausgestellt. Mangelnde Expertise, sparkassenunübliches Engagement und zu geringe Kontrollen führten zu erheblichen Verlusten. Die Sparkasse KölnBonn stellte neben Krediten und der Unterstützung von Existenzgründungen ein Sonderkreditprogramm für die Medien- und Telekommunikationsbranche und mit der 1995 gegründeten Tochtergesellschaft TechnoMedia Köln TMK Wagniskapital zur Verfügung. So schrieb Mediabiz bereits im Juni 1998: „Zu einer der ersten Adressen in Sachen Filmfinanzierung mit Risikokapital hat sich die Stadtsparkasse Köln entwickelt.“ Im Jahre 2000 lag die Stadtsparkasse Köln mit einem Finanzierungsvolumen von rund einer Milliarde DM für Fernsehen und Film an zweiter Stelle hinter der Hypovereinsbank.
- TechnoMedia beteiligte sich unter anderem an der Finanzierung des Films The 13th Floor (Deutschland-Premiere: 25. November 1999) über Centropolis Entertainment (der Produktionsgesellschaft von Regisseur Roland Emmerich).[20]
- Die Sparkasse war seit Januar 1993 über die Westdeutsche Medienbeteiligungsgesellschaft am Spartensender VOX beteiligt. VOX gehörte bei Gründung Bertelsmann (über UFA; 24,9 %), Süddeutscher Verlag (20 %), Westdeutsche Medienbeteiligungsgesellschaft (WestLB, Stadtsparkasse Köln, Kreissparkasse Köln und Stadtwerke Köln; 25,1 %), Holtzbrinck-Verlag (14,5 %), dctp (11,5 %) und Mittelständische Unternehmens-Kapitalbeteiligungsgesellschaft (MUK Köln; 4 %). Die von den Gesellschaftern zu tragenden Anlaufverluste betrugen im ersten Geschäftsjahr 1994 knapp 390 Millionen DM.[21]
- Coloneum: Im September 1997 verkaufte die Stadt Köln das Grundstück für 17,6 Millionen Mark über die Zwischenkäuferin Stadtsparkasse Köln an den Immobilienfonds „Ossendorf I“. Die Stadtsparkasse finanzierte den Anteilsinhabern des Fonds den Erwerb der Fondsanteile mit Krediten über rund 700 Millionen Euro. Zudem gehört die Sparkasse mit 25,42 % (über die Tochter SKB Kapitalbeteiligungsgesellschaft KölnBonn mbH) zu den Gründungsgesellschaftern der Betreiber-Gesellschaft Magic Media Company (MMC). Die Gesellschafter übernahmen quotale Mietgarantien zu Gunsten des Oppenheim-Esch-Fonds. Die Sparkasse stellte zunächst ab November 2000 RTL von den Verpflichtungen aus der Mietgarantie frei. Dafür zahlte der Sender 7,4 Millionen DM und verpflichtete sich, für 10 Jahre Studiokapazitäten der MMC in Höhe von 68,8 Millionen DM zu mieten. ProSiebenSat.1 kaufte sich 2005 mit einer Einmalzahlung von 7 Millionen Euro aus der Mietgarantie frei. Auch die beiden MMC-Gründer Gebrüder Breuer zogen sich zurück. Zunächst übernahm eine der Stadtsparkasse Köln nahestehende Firma namens Lana Beteiligungsgesellschaft mbH die Beteiligung der Gebrüder Breuer und zahlte die Verpflichtungen aus der Mietgarantie gegenüber dem Oppenheim-Esch-Fonds. Dafür erhielt die Lana im Dezember 2001 von der Sparkasse Kredite über 11 Millionen DM, die später abgeschrieben werden mussten. Mit Schreiben vom 4. August 2005[22] stellte die Sparkasse die beiden MMC-Gründer „über die Lana Beteiligungsgesellschaft mbH“ endgültig frei von „sämtlichen Verpflichtungen, die Sie im Rahmen Ihrer früheren Beteiligung an der MMC eingegangen sind“. Insgesamt habe die Sparkasse die übrigen MMC-Gesellschafter zwischen 1998 und 2007 von Garantierisiken in Höhe von 60 Millionen Euro befreit.[23]
- Die Sparkasse beteiligte sich im Juli 2000 am Börsengang der VIVA Deutschland unter Führung von Merrill Lynch und Commerzbank (Konsorten: Stadtsparkasse Köln und das Bankhaus Sal. Oppenheim) und betätigte sich damit – sparkassenuntypisch – im Investment Banking.
- Neubau Nordhallen der Koelnmesse: Stadt Köln und Koelnmesse verkauften im Dezember 2003 ein Grundstück zum Preis von 70 Millionen Euro an den Oppenheim-Esch-Fonds, um hierauf neue Ausstellungshallen errichten zu lassen. Es entstanden vier Messehallen (Baukosten 260 Millionen Euro). Ein Vertrag vom 7. Dezember 2004 zwischen der Josef Esch Fonds Projekt GmbH (JEFP) und der SK-Kapitalbeteiligungs GmbH (SBK) – einer Tochter der SSK – sicherte dieser ein Honorar von 9,9 Millionen Euro für den Fall, dass der Fonds zum Zuge komme. Bereits am 18. Dezember 2003 entschied sich die Stadt Köln für eine Lösung, bei der Oppenheim-Esch zum Zuge kam. Die Fondsgesellschaft der Investoren erhielt langfristig sichere Mietzahlungen,[24] weil die Stadt Köln offiziell als Mieterin fungierte und an die Koelnmesse untervermietete.
- Der Golfclub Gut Lärchenhof ist seit 2002 eine 100-prozentige Beteiligung der Sparkasse (40 Millionen DM). Das unrentable Engagement brachte der Sparkasse seit 1997 insgesamt 10,5 Millionen Euro Verlust und wurde im September 2009 verkauft.
- Rheinhallen: Im September 2005 begannen umfangreiche Sanierungs- und Neubauarbeiten, um die Gebäude nach den Vorstellungen des Hauptmieters RTL Group zu gestalten. Dieselbe Struktur mit dem Oppenheim-Esch-Fonds, Bauverzögerungen, erhöhte Baukosten, überhöhte Mietgarantien und die Abwicklung über den sparkasseneigenen Vermieter RheinEstate brachten der Sparkasse bis 2010 aus dem Rheinhallen-Engagement mindestens 277 Millionen Euro Verlust ein.[25]

Kritik wurde auch an Beraterverträgen für Lokalpolitiker der CDU laut. Im Juni 2013 erhob die Staatsanwaltschaft Köln Anklage gegen den Politiker und ehemaligen Verwaltungsratsvorsitzenden Rolf Bietmann und Gustav Adolf Schröder wegen Untreue bzw. Beihilfe zur Untreue in besonders schweren Fällen. Im Juni 2014 hat die Sparkasse mit Zustimmung des Verwaltungsrates entschieden, einen Vergleich mit ihrem ehemaligen Vorstandsvorsitzenden Gustav Adolf Schröder zu schließen. Herr Schröder wird zur Herstellung des Rechtsfriedens ohne Anerkennung einer Rechtspflicht eine angemessene finanzielle Leistung an die Sparkasse KölnBonn erbringen.
Da das Eigenkapital der Sparkasse deutlich gesunken war, musste dem Institut im Jahre 2009 Genußrechtskapital von 300 Millionen Euro durch den Rheinischen Sparkassen- und Giroverband und 350 Millionen Euro als Stille Einlage der Städte Köln und Bonn zugeführt werden. Die Stille Einlage sollte mit einem Zinssatz von 7,25 % über dem 12 Monats-Euribor verzinst werden. Da die Sparkasse jedoch für das Geschäftsjahr 2008 einen Verlust von fast 200 Millionen Euro auswies, erfolgte keine Zinszahlung, die Stille Einlage nahm am Verlust teil und wurde herabgesetzt. Im Jahr 2010 leisteten die Städte eine weitere Stille Einlage über € 144,9 Mio., die mit 8 % pro Jahr verzinst werden sollte. Erst mit Abschluss des Geschäftsjahres 2012 waren die Verluste auf die Stillen Einlagen wieder aufgeholt.

## Aktuelle bankbetriebliche Daten
Die Sparkasse KölnBonn hat im Geschäftsjahr 2023 nach vorläufigen Zahlen ein Jahresergebnis vor Steuern 171,5 Mio. Euro erzielt. Der Zinsüberschuss stieg auf 614,5 Mio. Euro. Der Provisionsüberschuss liegt mit 212,9 Mio. Euro ebenfalls über Vorjahresniveau. Der Sachaufwand ist auf 193,9 Mio. Euro gestiegen, der Personalaufwand auf 256,1 Mio. Euro. Der Bilanzgewinn erreichte 39,9 Mio. Euro und lag damit über dem entsprechenden Wert im Jahr zuvor. Die harte Kernkapitalquote ist nach geplanter Kapitalzuführung auf 13,4 % nach zuvor 12,6 % gestiegen.
Zum Ende des Geschäftsjahres 2023 erreichte die Bilanzsumme erneut 28,0 Mrd. Euro. Der Kreditbestand lag bei 22,0 Mrd. Euro und die Höhe der Einlagen bei 22,4 Mrd. Euro. Die Zahl der Privatgirokonten lag Ende 2023 bei 625.000, die der Geschäftsgirokonten bei 81.000. Das Institut beschäftigte Ende 2023 3.474 Mitarbeiterinnen und Mitarbeiter und verfügte über 64 Filialen, 103 SB-Standorte und insgesamt 357 Geldautomaten.

## Gesellschaftliches Engagement
Die Sparkasse KölnBonn fördert kulturelle, soziale und gesellschaftliche Zwecke in der Region Köln und Bonn. Insgesamt unterstützte das Institut 1.381 Projekte mit einem Fördervolumen von 13,0 Mio. Euro durch die die sparkasseneigenen Stiftungen, durch Spenden, PS-Zweckertrag aus den PS-Losen und über Sponsoring. 2021 bereitete die Sparkasse den Start der neuen Spendenplattform „Hier mit Herz“ für Vereine und Organisationen vor, die Anfang 2022 den Betrieb aufgenommen hat. Gemeinnützige, mildtätige und kirchliche Organisationen aus der Region erhalten nach der Registrierung auf dem Portal sowohl die Möglichkeit eines Crowdfundings als auch einer Förderung durch die Sparkasse – alles über eine Homepage. Die über das Crowdfunding eingesammelten Mittel landen ohne Abzüge bei den Empfängern; Kosten oder Provisionen fallen nicht an. Auch Spendenquittungen lassen sich direkt von der Plattform heraus erstellen.

### Eigene Stiftungen
Das Kreditinstitut hat neun eigene Stiftungen gegründet:
- SK Stiftung Kultur der Sparkasse KölnBonn
- Stiftung Ludwig van Beethoven der Sparkasse KölnBonn
- Stiftung Kunst der Sparkasse in Bonn: Förderung von kulturellen Aktivitäten
- Stiftung Wissen der Sparkasse KölnBonn
- SK Stiftung Jugend und Medien der Sparkasse KölnBonn
- Stiftung August Macke Haus der Sparkasse KölnBonn
- Stiftung Internationale Begegnung der Sparkasse KölnBonn
- Stiftung Jugendhilfe der Sparkasse KölnBonn
- Stiftung Sport der Sparkasse KölnBonn

### Unterstützte Bürgerstiftungen
Darüber hinaus unterstützt die Stadtsparkasse KölnBonn die Bürgerstiftungen in ihrem Geschäftsgebiet.
- Bürgerstiftung Köln
- Bürgerstiftung Bonn
- Stiftung KalkGestalten
- Stiftung LebenMülheim
- Porzer Bürgerstiftung
- Weißer Rheinbogen Stiftung

## Nachhaltigkeit
Im Nachhaltigkeitsrating des FairFinanceGuide des Jahres 2022 hat sich die Sparkasse erneut deutlich verbessert und kletterte auf Platz sechs direkt hinter den spezialisierten Nachhaltigkeitsbanken. Damit ist die Sparkasse KölnBonn laut dem Fair Finance Guide die nachhaltigste Universalbank im Ranking. Internationale Ratings unabhängiger Agenturen bewerten die Sparkasse KölnBonn mit dem „Prime Status“ (ISS ESG) und mit der Note „B“ (positiv / imug). Im November 2020 zählte das Institut zu den Erstunterzeichnern einer „Selbstverpflichtung für Klimaschutz und nachhaltiges Wirtschaften“, die sich an den Zielen des Pariser Klimaschutzabkommens orientiert. Im Geschäftsjahr 2020 hat die Sparkasse KölnBonn erstmals ihren eigenen Geschäftsbetrieb CO2-neutral gestaltet.

### Maßnahmen für einen CO2-neutralen Geschäftsbetrieb
Um den CO2-neutralen Geschäftsbetrieb zu erreichen, setzt das Institut nach eigenen Angaben auf unterschiedliche Maßnahmen. So wird seit dem 1. Januar 2020 ausschließlich Ökostrom bezogen, während der Papierverbrauch durch eine weitere Digitalisierung von Geschäftsabläufen um circa 13 % reduziert werden konnte. Im Nachhaltigkeitsbericht 2020 weist das Kreditinstitut eine jährliche Reduzierung des Energieverbrauchs auf aktuell 22.750.630 kWh beziehungsweise 169 kWh je m² betrieblich genutzter Fläche aus. Noch nicht vermeidbare CO2-Emissionen wurden 2020 durch die Unterstützung zertifizierter Kompensationsprojekte auf der ganzen Welt ausgeglichen.

### Richtlinien für nachhaltiges Wirtschaften
2019 führte die Sparkasse KölnBonn mehrere soziale und ökologische Richtlinien ein, die klimafreundliches und nachhaltiges Wirtschaften zum Ziel haben. Dazu gehören Richtlinien für Lieferanten und Dienstleister, das Gebäudemanagement, die Ver- und Anmietung von Immobilien, den Standardeinkauf und das Firmenkreditgeschäft. Nach Angaben des Instituts sind seitdem Finanzierungen folgender Vorhaben ausgeschlossen:
- Produktion von Rüstung und geächteter Waffen und Waffensysteme
- Energie (Kohle- und Atomkraftwerke, Kohleminen, Staudämme und Wasserkraftanlagen, zerstörerische Abbaumethoden im Bergbau, Förderung von Erdöl und Erdgas)
- Produktion von pornographischen Produkten
- Tabakproduktion
- Internationale Projektfinanzierungen mit unmittelbaren Themenfeldern (Waffen, Nahrungsmittel, Forstwirtschaft und Papierindustrie, fossile Energieträger, Bergbau)

## Film
- Beraten und verkauft – Wie Politiker und Investoren bei der Sparkasse KölnBonn abkassierten. Dokumentation, Deutschland, 2009, 45 Min., Buch und Regie: Ingolf Gritschneder und Georg Wellmann, Produktion: WDR, Erstsendung: 9. März 2009, vom WDR, Online bei Youtube